# Coppa del Brasile 2023 (pallavolo femminile)
La Coppa del Brasile 2023 si è svolta dal 2 febbraio al 7 marzo 2023: al torneo hanno partecipato otto squadre di club brasiliane e la vittoria finale è andata per la terza volta al Minas.

## Regolamento

### Formula
Le squadre hanno disputato quarti di finale in gara unica, accoppiate col metodo della serpentina e in casa delle quattro formazioni meglio classificate al termine del girone di andata di Superliga Série A 2022-23; le formazioni vincenti hanno poi disputato una final-4, con semifinali e finale in gara unica.

### Criteri di classifica
Se il risultato finale è stato di 3-0 o 3-1 sono stati assegnati 3 punti alla squadra vincente e 0 a quella sconfitta, se il risultato finale è stato di 3-2 sono stati assegnati 2 punti alla squadra vincente e 1 a quella sconfitta.
Per determinare la classifica dalla 5ª all'8ª posizione e dalla 3ª alla 4ª posizione, si tiene conto del numero di punti ottenuto rispettivamente dalle quattro formazioni eliminate ai quarti di finale e dalle due formazioni eliminate nelle semifinali durante la fase di qualificazione (i quarti di finale). In caso di parità, l'ordine del posizionamento in classifica è stato definito in base all'indice tecnico, i cui criteri sono:
- Punti;
- Ratio dei set vinti/persi;
- Ratio dei punti realizzati/subiti.
- Scontro diretto;
- Sorteggio[2].

In caso di walkover, la formazione qualificata al turno successivo è considerata vincitrice per 3-0 (25-0, 25-0, 25-0).

## Squadre partecipanti
| Squadra        | Qualificazione                                      |
| -------------- | --------------------------------------------------- |
| Barueri        | 8ª al girone di andata di Superliga Série A 2022-23 |
| Bauru          | 4ª al girone di andata di Superliga Série A 2022-23 |
| Fluminense     | 5ª al girone di andata di Superliga Série A 2022-23 |
| Minas          | 2ª al girone di andata di Superliga Série A 2022-23 |
| Osasco         | 3ª al girone di andata di Superliga Série A 2022-23 |
| Pinheiros      | 7ª al girone di andata di Superliga Série A 2022-23 |
| Praia Clube    | 1ª al girone di andata di Superliga Série A 2022-23 |
| Rio de Janeiro | 6ª al girone di andata di Superliga Série A 2022-23 |

## Torneo

### Tabellone
|  | Quarti di finale | Quarti di finale | Quarti di finale |  |   | Semifinali  | Semifinali     | Semifinali |  |   | Finale      | Finale | Finale |
|  |                  |                  |                  |  |   |             |                |            |  |   |             |        |        |
|  | 1                | Praia Clube      | 3                |  |   |             |                |            |  |   |             |        |        |
|  | 1                | Praia Clube      | 3                |  |   |             |                |            |  |   |             |        |        |
|  | 8                | Barueri          | 1                |  |   |             |                |            |  |   |             |        |        |
|  | 8                | Barueri          | 1                |  | 1 | Praia Clube | 3              |            |  |   |             |        |        |
|  |                  |                  |                  |  | 1 | Praia Clube | 3              |            |  |   |             |        |        |
|  |                  |                  |                  |  |   | 5           | Fluminense     | 1          |  |   |             |        |        |
|  | 4                | Bauru            | 2                |  |   | 5           | Fluminense     | 1          |  |   |             |        |        |
|  | 4                | Bauru            | 2                |  |   |             |                |            |  |   |             |        |        |
|  | 5                | Fluminense       | 3                |  |   |             |                |            |  |   |             |        |        |
|  | 5                | Fluminense       | 3                |  |   |             |                |            |  | 1 | Praia Clube | 1      |        |
|  |                  |                  |                  |  |   |             |                |            |  | 1 | Praia Clube | 1      |        |
|  |                  |                  |                  |  |   |             |                |            |  |   | 2           | Minas  | 3      |
|  | 2                | Minas            | 3                |  |   |             |                |            |  |   | 2           | Minas  | 3      |
|  | 2                | Minas            | 3                |  |   |             |                |            |  |   |             |        |        |
|  | 7                | Pinheiros        | 1                |  |   |             |                |            |  |   |             |        |        |
|  | 7                | Pinheiros        | 1                |  | 2 | Minas       | 3              |            |  |   |             |        |        |
|  |                  |                  |                  |  | 2 | Minas       | 3              |            |  |   |             |        |        |
|  |                  |                  |                  |  |   | 6           | Rio de Janeiro | 1          |  |   |             |        |        |
|  | 3                | Osasco           | 1                |  |   | 6           | Rio de Janeiro | 1          |  |   |             |        |        |
|  | 3                | Osasco           | 1                |  |   |             |                |            |  |   |             |        |        |
|  | 6                | Rio de Janeiro   | 3                |  |   |             |                |            |  |   |             |        |        |
|  | 6                | Rio de Janeiro   | 3                |  |   |             |                |            |  |   |             |        |        |

### Risultati

#### Quarti di finale
| 3 febbraio 2023 Ginásio Oranides Borges do Nascimento, Uberlândia Durata: ? - Spettatori: ? | Praia Clube | 3 - 1 | Barueri        | 30-28, 19-25, 25-13, 25-17        |
| 2 febbraio 2023 Ginásio Paulo Skaf, Bauru Durata: ? - Spettatori: ?                         | Bauru       | 2 - 3 | Fluminense     | 25-19, 20-25, 20-25, 25-23, 13-15 |
| 3 febbraio 2023 Arena Juscelino Kubitschek, Belo Horizonte Durata: ? - Spettatori: ?        | Minas       | 3 - 1 | Pinheiros      | 20-25, 25-18, 25-20, 25-18        |
| 2 febbraio 2023 Ginásio Professor José Liberatti, Osasco Durata: ? - Spettatori: ?          | Osasco      | 1 - 3 | Rio de Janeiro | 23-25, 28-26, 23-25, 17-25        |

#### Semifinali
| 6 marzo 2023 Arena Jaraguá, Jaraguá do Sul Durata: ? - Spettatori: ? | Praia Clube | 3 - 1 | Fluminense     | 23-25, 25-21, 25-21, 25-21 |
| 6 marzo 2023 Arena Jaraguá, Jaraguá do Sul Durata: ? - Spettatori: ? | Minas       | 3 - 1 | Rio de Janeiro | 23-25, 25-18, 25-17, 25-16 |

#### Finale
| 7 marzo 2023 Arena Jaraguá, Jaraguá do Sul Durata: ? - Spettatori: ? | Praia Clube | 1 - 3 | Minas | 26-28, 18-25, 25-15, 17-25 |

## Classifica finale
| Pos | Squadre        |
| --- | -------------- |
| 1   | Minas          |
| 2   | Praia Clube    |
| 3   | Rio de Janeiro |
| 4   | Fluminense     |
| 5   | Osasco         |
| 6   | Bauru          |
| 7   | Pinheiros      |
| 8   | Barueri        |